# The Fan Brothers
The Fan Brothers est un duo d'écrivains canadiens composé d'Eric Fan et Terry Fan. Ils sont auteurs et Illustrateur de livres pour enfants.
Ils sont nés aux États-Unis (Terry dans l'Illinois et Eric à Hawaï). Leur premier album illustré (Le Jardinier de la nuit, The Night Gardener en version originale) est paru en 2016 et a été acclamé par la critique.

## Biographie
The fan Brothers sont nés aux États-Unis (Terry dans l'Illinois et Eric à Hawaï) et ont grandi à Toronto au Canada. Ils ont tous deux étudié à l'Université de l'École d'art et de design de l'Ontario.
Connus professionnellement sous le nom de Fan Brothers, ils ont fait leurs débuts dans un livre d'images en 2016 avec The Night Gardener , qu'ils ont écrit et illustré.Le livre a reçu des critiques positives dans Kirkus, Publishers Weekly, Quill & Quire et Book page.